# Meyer Hermann Bing
Meyer Hermann Bing, född 4 juni 1807 i Köpenhamn, död 15 september 1883 i Skovshoved, var en dansk industriman.
Bing, som var av judisk släkt, inträdde 1838 i faderns bokhandelsfirma H. J. Bing & Søn, som han efter faderns död 1844 drev tillsammans med sin bror Jacob Herman Bing. Firman hade stort anseende som konsthandel. År 1844 grundade han ett litografiskt institut, som 1857 övertogs av hans kompanjon William Ferslew. De båda brödernas mest bekanta industriföretag är Bing & Grøndahls Porcelænsfabrik.

## Utmärkelser
- Riddare av Dannebrogorden,  1862[3]
- Dannebrogsmännens hederstecken,  1872[3]

[Redigera Wikidata]